# 艾凯尔·费伦茨
艾凯尔·费伦茨（匈牙利語：Erkel Ferenc；1810年11月7日—1893年6月15日），或譯法蘭茲·艾爾科，匈牙利作曲家。少年时代即开始从事歌剧的指挥与创作，并曾任布达佩斯爱乐乐团指挥和匈牙利国家音乐学院院长。他是匈牙利民族歌剧的奠基人，也是匈牙利国歌的作者。作品民族气息浓厚，规模宏大，政治性强，在匈牙利民族解放运动中起了重要作用。
艾凯尔还是一名出色的棋手。

## 外部連結
- 互联网档案馆中艾凯尔·费伦茨的作品或与之相关的作品
- 艾凯尔·费伦茨的免费乐谱，由国际乐谱典藏计划提供
- 艾凯尔·费伦茨（德国国家图书馆目录相关文献）